# Камарго (Кентаки)
Камарго (енгл. Camargo) град је у америчкој савезној држави Кентаки.

## Демографија
По попису из 2010. године број становника је 1.081, што је 158 (17,1%) становника више него 2000. године.
| Група             | 2000.       | 2010.         |
| Белци             | 907 (98,3%) | 1.031 (95,4%) |
| Афроамериканци    | 0 (0,0%)    | 1 (0,1%)      |
| Азијати           | 1 (0,1%)    | 1 (0,1%)      |
| Хиспаноамериканци | 5 (0,5%)    | 28 (2,6%)     |
| Укупно            | 923         | 1.081         |